# Carles de Fortuny i Miralles
Carles de Fortuny i Miralles   (Barcelona, 1872 - Barcelona, 1931) fou un advocat, polític i escriptor català, baró d'Esponellà.

## Biografia
Era fill d'Epifani de Fortuny i de Carpi (1838-1924), i de María Teresa Miralles de Pérez-Cabrero (1848-1935). Casat amb María de la Asunción de Salazar y Ribó (1876-1943), fou pare de l'arqueòleg Epifani de Fortuny i Salazar (1898-1989).
Important terratinent agrícola, fou legit diputat per Mataró per la Lliga Regionalista a les eleccions generals espanyoles de 1918 i president de l'Institut Agrícola Català de Sant Isidre de 1923 a 1931. Durant la Segona República fou candidat per la Lliga Catalana, però no fou escollit. També va escriure novel·les naturalistes i alguns estudis polítics.

## Obres
- Els Torralta,1907
- Daltabaix, 1907
- Després del ball, 1908
- En Poudor, 1908
- Miratges, 1915
- Fantasies. Aplec d'impressions, 1905
- Els catalans a Bascònia, 1906
- Pro Patria. Estudis polítics i sociològics, 1907
- Del meu carnet. Gent coneguda, 1907
- Aristocràtiques, 1910